# Cabezones
Cabezones é uma banda argentina de rock alternativo formada em Santa Fé em 1994. Seus membros atuais são César Andino (voz), Rómulo Pividori (bateria), Marcelo Porta (baixo) e Eugenio Jauchen (guitarra).

## História

### Formação
A banda foi formada em Santa Fé em 1994. No início, a banda estava mais alinhada ao hardcore punk.
Em 1997, lançaram Hijos de una nueva tierra, publicado pela gravadora independente Mentes abiertas, na qual se conheceram quando realizaram uma compilação junto com outras bandas alternativas. 

### AlasyEclipse (Sol)
Em 1998, a banda decidiu se mudar para Buenos Aires. Seu novo álbum, Alas, produzido pelo ex-Soda Stereo Zeta Bosio, foi gravado pela Sony Music no final desse ano. Esse disco significou uma mudança em sua direção musical para um som mais pesado e sombrios. Em 2002, Alas foi gravado no México e a banda realizou uma turnê de dez meses por esse país. De volta a Argentina, Cabezones assinou um contrato com a Pop Art para gravar Eclipse (Sol) em 2003. No final do ano, Leandro Aput foi escolhido como guitarrista rítmico. 

### IntrauralyJardin de Extremidad
Em 2004, a banda lançou um EP intitulado Intraural, o qual continha uma seleção de seis músicas de Eclipse (Sol) tocadas em versão acústica.
Em abril de 2005, lançam Jardín de extremidad, com doze novas canções que combinam o som de Alas e Eclipse (Sol). O disco foi apresentadona Argentina mediante uma turnê, na qual levou  o nome de "Gira de extremidad".
Em 18 de fevereiro de 2006, a banda gravou seu primeiro CD/DVD ao vivo intitulado Bienvenidos a um teatro completamente lotado na cidade de Buenos Aires.

### Acidente e separação
EM março de 2006, um grave acidente de trânsito deixou o baixista de Catupecu Machu, Gabriel Ruiz Diaz, hospitalizado por vários meses. César Andino foi como passageiro no carro e sofreu uma fratura dos dois fêmures, um deles teve sua fratura exposta. Depois de vários meses de reabilitação, César Andino foi capaz de cantar com os Cabezones no Estadio Obras Sanitarias, novamente com ingressos esgotados. Próximo do Natal, Cabezones deu seu último espetáculo com os membros originais. 
Em julho de 2007, Leandro Aput, Esteban Serniotti e Gustavo Martinez deixaram a banda. O cantor, César Andino, começou a explorar a ideia de ter uma carreira solo, que finalmente terminou com o lançamento do seguinte álbum dos Cabezones.

### Nova etapa
Em 29 de setembro de 2007, Cabezones tocou no Pepsi Music apresentando seus novos membros: Leonardo Licitra e Pablo Negro tocando nas guitarras e Matías Tarragona no baixo. 
Em maio de 2008, lançaram o disco Solo, cujo primeiro single foi Mi reina. O videoclipe desta canção contou com a participação de membros de diferentes bandas argentinas. 
Mais tarde, Andino voltou a se estabelecer em Santa Fé e reafirmou Cabezones músicos locais. Eugenio Jauchen (ex-Levitar) na guitarra, Marcelo Porta (ex-Levitar) no baixo e Damián Gomez na bateria. Com esta formação gravaram o disco Nace entre os meses de abril e junho de 2012 no Estúdio El Pote.
Em 2016, lançaram El naufragio del alma com a mesma formação do álbum anterior.

## Discografia

### Álbuns de estúdio
| Ano  | Álbum                                                                  |
| ---- | ---------------------------------------------------------------------- |
| 1995 | Electroshock - Lançamento: 1995 - Gravadora: Independente              |
| 1995 | Un grito más - Lançamento: 1995 - Gravadora: Independente              |
| 1997 | Hijos de una nueva tierra - Lançamento: 1997 - Gravadora: Independente |
| 2000 | Alas - Lançamento: 2000 - Gravadora: Sony Music                        |
| 2003 | Eclipse (sol) - Lançamento: 2003 - Gravadora: Sony Music               |
| 2004 | Intraural - Lançamento: 2004 - Gravadora: Pop Art                      |
| 2005 | Jardín de extremidad - Lançamento: 2005 - Gravadora: Pop Art           |
| 2008 | Solo - Lançamento: 2008 - Grabadora: Pop Art                           |
| 2010 | Germinal / Espera - Lançamento: 2010 - Gravadora: Pop Art              |
| 2012 | Nace - Lançamento: 2012 - Gravadora: Pop Art                           |
| 2016 | El naufragio del alma - Lançamento: 2016 - Gravadora: Pop Art          |

### EP´s
- EP Negro (2001)
- Intraural (2004) (Acúsitico)

### DVD
| Ano  | Álbum                                                    |
| ---- | -------------------------------------------------------- |
| 2006 | Bienvenidos - Lançamento: 2006 - Gravadora: Independente |

## Membros

### Última formação
- César Andino - voz
- Rómulo Pividori- bateria
- Nano Bernardi- baixo
- Eugenio Jauchen - guitarra

### Membros anteriores
- Andrés Leduc - líder de bateria
- Alejandro Collados - bateria e percussão
- Gustavo Martínez - baixo
- Esteban Pichu Serniotti - guitarra, segunda voz, coral, pianos e programação
- Leandro Aput - segunda guitarra
- Pablo Vigon - guitarra
- Pablo Pollo Negro - guitarra
- Manuel Sibona - bateria
- Nataniel Soria - baixo